# Pempheris otaitensis
Pempheris otaitensis är en fiskart som beskrevs av Cuvier, 1831. Pempheris otaitensis ingår i släktet Pempheris och familjen Pempheridae. Inga underarter finns listade i Catalogue of Life.